# Carbanak
Carbanak es una campaña al estilo de una APT dirigida (pero no limitada) a las instituciones financieras que, según se afirma, fue descubierta en 2014 por la empresa ruso-británica Kaspersky Lab, que dijo que había sido utilizada para robar dinero de los bancos. Se dijo que el malware para Microsoft Windows fue introducido a sus objetivos a través de correos electrónicos de phishing. Se dice que el grupo de hackers ha robado más de 900 millones de dólares, no solo de los bancos, sino de más de mil clientes privados.
Los delincuentes pudieron manipular su acceso a las respectivas redes bancarias para robar el dinero de diversas maneras. En algunos casos, se instruyó a los cajeros automáticos para que despacharan el dinero sin tener que interactuar localmente con la terminal. Las mulas de dinero recogían el dinero y lo transferían a través de la red SWIFT a las cuentas de los criminales, dijo Kaspersky. El grupo Carbanak llegó a alterar las bases de datos y a aumentar los saldos de las cuentas existentes y se embolsó la diferencia sin que el usuario lo supiera, cuyo saldo original sigue intacto.
Sus objetivos previstos estaban principalmente en Rusia, seguida de los Estados Unidos, Alemania, China y Ucrania, según Kaspersky Lab. Un banco perdió 7,3 millones de dólares cuando sus cajeros automáticos fueron programados para arrojar dinero en ciertos momentos que los esbirros luego cobrarían, mientras que una empresa separada obtuvo 10 millones de dólares a través de su plataforma en línea.
Kaspersky Lab está ayudando en las investigaciones y contramedidas que interrumpen las operaciones de malware y la actividad cibercriminal. Durante las investigaciones proporcionan conocimientos técnicos como el análisis de vectores de infección, programas maliciosos, infraestructura de mando y control y métodos de explotación.
FireEye publicó una investigación de seguimiento de otras actividades, refiriéndose al grupo como FIN7, incluyendo una campaña de spear phishing. Proofpoint también publicó investigaciones que vinculan al grupo con la puerta trasera Bateleur, y amplió la lista de objetivos a cadenas de restaurantes, organizaciones de hostelería, minoristas, servicios mercantiles, proveedores y otros con sede en los Estados Unidos, más allá de su enfoque inicial en los servicios financieros.
El 26 de marzo de 2018, la Europol afirmó haber arrestado al "cerebro" del grupo Carbanak y su asociado Cobalt o Cobalt Strike en Alicante, España, en una investigación dirigida por la Policía Nacional Española con la cooperación de las fuerzas del orden de varios países, así como de empresas privadas de ciberseguridad. Sin embargo, parece que las campañas del grupo han continuado, atribuyéndose al grupo la infracción de la Hudson's Bay Company utilizando programas informáticos maliciosos en el punto de venta en 2018.

## Controversia
Existe cierta controversia en torno a los ataques de Carbanak, como parece ser que se describieron varios meses antes en un informe de las empresas de seguridad de Internet Group-IB (Rusia) y Fox-IT (Países Bajos) que denominó el ataque Anunak. El informe de Anunak muestra también una gran reducción de las pérdidas financieras y, según una declaración emitida por Fox-IT después de la publicación del artículo del New York Times, el compromiso de los bancos fuera de Rusia no coincidió con su investigación. También en una entrevista realizada por el periódico ruso Kommersant se pone de manifiesto la controversia entre las afirmaciones de Kaspersky Lab y Group-IB, en la que Group-IB afirma que ningún banco fuera de Rusia y Ucrania fue alcanzado, y que la actividad fuera de esa región se centró en los sistemas de puntos de venta.
Reuters emitió una declaración en la que se hace referencia a una Notificación de la Industria Privada emitida por el FBI y el USSS (Servicio Secreto de los Estados Unidos) en la que se afirma que no han recibido ningún informe de que Carbanak haya afectado al sector financiero. Dos grupos representativos de la industria bancaria de EE. UU. FS-ISAC y ABA (Asociación de Banqueros Americanos) en una entrevista con Bank Technology News dicen que ningún banco de EE.UU. ha sido afectado.